# پورتو سن جیورجیو
پورتو سن جیورجیو (به ایتالیایی: Porto San Giorgio) یک کومونه در ایتالیا است که در استان فرمو واقع شده‌است.

## خصوصیات
پورتو سن جیورجیو ۸٫۵۸ کیلومترمربع مساحت و ۱۶٬۲۰۱ نفر جمعیت دارد و ۴ متر بالاتر از سطح دریا واقع شده‌است.

## خواهرخوانده
شهرهای بیوگراد نا مرو و باد ایشل خواهرخوانده‌های پورتو سن جیورجیو هستند.